# Білл Вокер
Вільям «Білл» Вокер (англ. Bill Walker; нар. 16 квітня 1951, Фербанкс, Аляска) — американський політик. Губернатор штату Аляска (2014—2018), який виграв на виборах 2014 як незалежний кандидат, але раніше був членом Республіканської партії США.
Вокер переміг чинного губернатора Шона Парнелла на виборах губернатора у 2014 році.
6 листопада 2018 року програв губернаторські вибори республіканцю Майку Данліві.